# Instituto Serrapilheira
O Instituto Serrapilheira é uma instituição privada sem fins lucrativos. lançada em 2017 com sede no Rio de Janeiro. Tem o objetivo de fomentar pesquisas de excelência com foco em produção de conhecimento e iniciativas de divulgação científica no Brasil. As atividades do instituto são financiadas por rendimentos de um fundo patrimonial de R$ 350 milhões (valor estipulado em torno de R$ 15 milhões e R$ 18 milhões por ano) constituído em 2016 pelo casal de filantropos João e Branca Moreira Salles .
A entidade realiza investimentos nas seguintes áreas de conhecimento: Ciências Naturais (Ciências da Vida, Geociências, Física, Química), Ciência da Computação e Matemática. Não são realizados aportes em projetos relacionados às ciências humanas. De acordo com os fundadores do instituto, tal decisão foi motivada por ao menos dois fatores: a inexistência de organizações privadas de fomento à ciência básica em ciências naturais e exatas no Brasil e pela necessidade de cultivar as ciências naturais no imaginário nacional. O Serrapilheira também destina cerca de 20% de seu orçamento para iniciativas de divulgação e educação científica - com o objetivo de aumentar o capital simbólico da ciência no país .